# Устје
Устје (словен. Ustje, итал. Ustie) је насеље у Випавској долини у општини Ајдовшчина, покрајини Приморска која припада Горишкој регији Републике Словеније.

## Географија
Налази се у Випавској долини испод Випавских брда на ушчу двају река Випаве и Хубеља, што је вероватно и разлог што је добиа име Устје. Дуга верзија назива је име по свецу жупне вркве св. Јусту (Јустинијану), јер се некада звало Јустје. 
Насеље површине 2,77 км², на надморској висини од 102 метра, 26,1 км од италијанске границе.

## Историја
У дугој историји доживело је трагедију у току Другог светског рата, када је у целости било спаљено 8. августа 1942.
До територијалне реорганизације у Словенији налазило се у саставу старе општине Ајдовшчина.

## Становништво
Прилоком пописа становништва 2011. године, Устје је имало 377 становника.
| Број становника по пописима | Број становника по пописима | Број становника по пописима |
| --------------------------- | --------------------------- | --------------------------- |
| 1991                        | 2002                        | 2011                        |
| 380                         | 385                         | 377                         |